# Le Roi Soleil (Film)
Le Roi Soleil (franz. für „Der Sonnenkönig“, internationaler englischsprachiger Titel No One Will Know) ist ein Thriller von Vincent Maël Cardona. Der Kriminalfilm mit Pio Marmaï, Lucie Zhang, Sofiane Zermani, Maria de Medeiros und Panayotis Pascot spielt in einer heruntergekommenen Bar außerhalb von Paris, in der in den frühen Morgenstunden ein paar Gäste einen letzten Drink oder einen ersten Kaffee trinken, als einer der Stammgäste im Lotto 294 Millionen Euro gewinnt. Der Film feierte im Mai 2025 bei den Internationalen Filmfestspielen in Cannes seine Premiere und soll Ende August 2025 in die französischen Kinos kommen. Der Kinostart in Deutschland ist Mitte Oktober 2025 geplant.

## Handlung
In der Bar "Le Roi Soleil" nehmen die beiden Polizisten Livio und Reda ihren Feierabenddrink und treffen dabei auf den Stammgast Monsieur Kantz. Dieser vergleicht seine Lottozahlen mit jenen der aktuellen Ziehung. Kantz gewinnt über 200 Millionen Euro. Der Senior kann sein Glück kaum fassen und macht sich auf den Weg, den Gewinn einzulösen, vergisst jedoch den Lottoschein in der Bar.

## Produktion

### Filmstab und Filmtitel
Regie führte Vincent Maël Cardona, der gemeinsam mit Olivier Demangel auch das Drehbuch schrieb. Es handelt sich bei Le Roi Soleil nach Die Magnetischen um Cardonas zweiten Spielfilm. Demangel war zuletzt für Filme wie November von Cédric Jimenez und Mein Sohn, der Soldat von Mathieu Vadepied tätig. Filmeditorin Flora Volpelière arbeitete in der Vergangenheit mit Regisseuren wie Ladj Ly und Dario Argento zusammen. Sie hatte auch bei Cardonas Debütspielfilm Die Magnetischen den Filmschnitt übernommen. Der Regisseur. Demangel und Volpelière gestalteten die Erzählweise zeitversetzt. So zeigt der Film immer wieder die gleichen Szenen, jedoch aus unterschiedlicher Perspektive und zudem mit einem alternativen Szenario mit leicht unterschiedlichem Verlauf.
Der Titel des Films verweist nicht nur auf die Bar „Le Roi Soleil“, in der sich der Großteil der Handlung abspielt, im Epilog wird auch erwähnt, dass die Idee der Lotterie im 18. Jahrhundert unter dem „Sonnenkönig“ Ludwig XIV. entstand.

### Besetzung und Dreharbeiten
Pio Marmaï und Sofiane Zermani spielen die beiden Polizisten Livio und Reda. Xianzeng Pan spielt den Wirt Nico und Lucie Zhang die Bardame Esmé, eine Philosophiestudentin, die dort schwarz arbeitet, um ihr Studium zu finanzieren. Panayotis Pascot spielt den Rettungssanitäter Abel und Némo Schiffman einen Junkie namens Comar, der die Bar besucht. Claude Aufaure ist in der Rolle des Stammgastes Monsieur Kantz zu sehen, der dort seinen Lottoschein liegen lässt, und Joseph Olivennes in der Rolle des Brokers Erwan.
Auch mit Kameramann Brice Pancot arbeitete der Regisseur bereits für Die Magnetischen zusammen. Sie hatten sich während ihres Studiums an der La Fémis kennengelernt. Erste Aufnahmen für Le Roi Soleil entstanden im Schloss Versailles.

### Filmmusik und Veröffentlichung
Die Filmmusik komponierte Delphine Malaussena, die zuletzt für Filme wie Moon, 66 Questions von Jacqueline Lentzou, Schrottplatzköter von Jean-Baptiste Durand und Min fantastiske fremmede von Johanna Pyykkö tätig war.
Die Premiere des Films fand am 17. Mai 2025 bei den Internationalen Filmfestspielen in Cannes im Rahmen der Midnight Screenings statt. Am 27. August 2025 soll Le Roi Soleil in die französischen Kinos kommen. Der Kinostart in Deutschland ist am 16. Oktober 2025 geplant.

## Rezeption

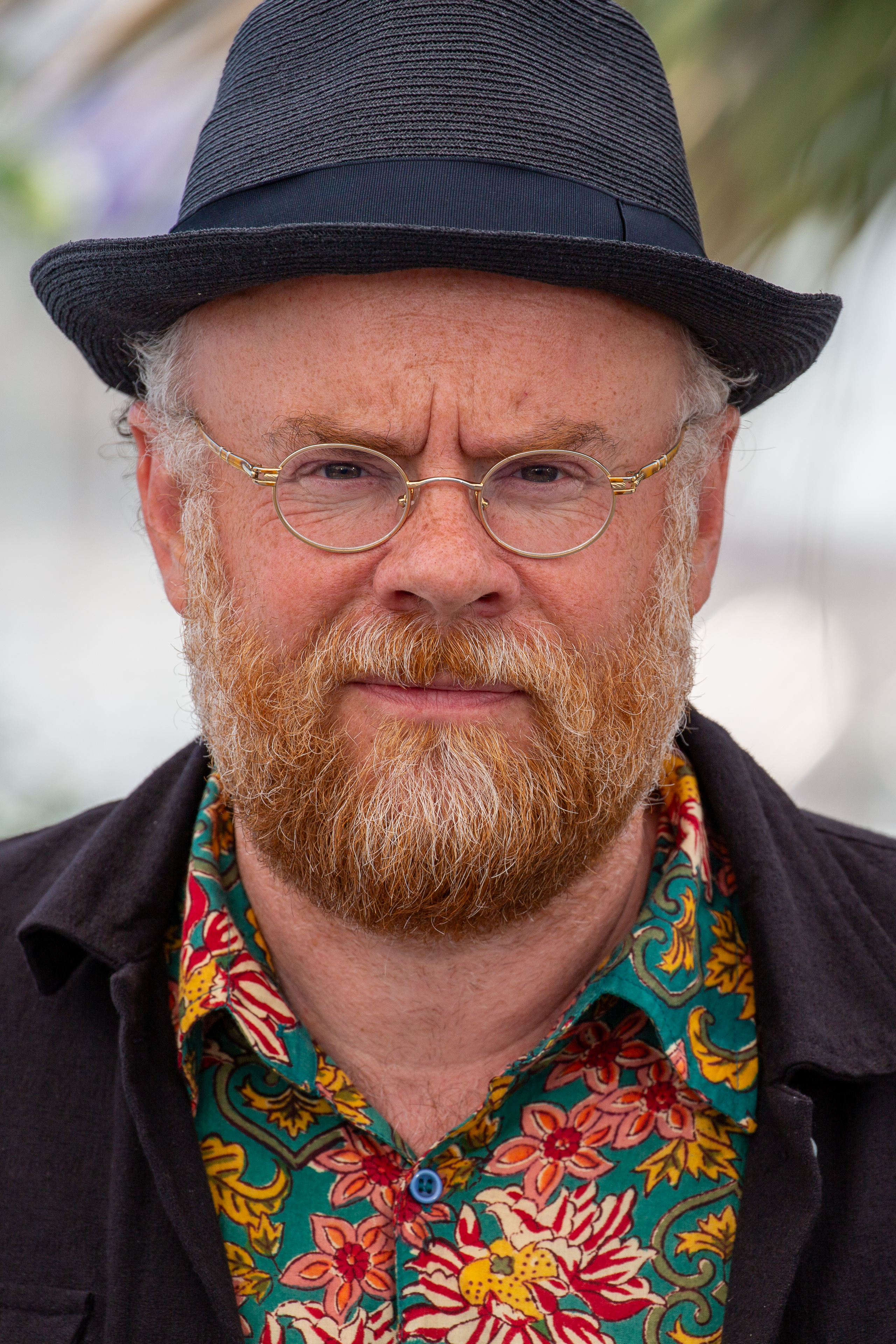
Regie führte Vincent Maël Cardona

Simon Eberhard schreibt in seiner Kritik für outnow.ch, der mit wenigen Ausnahmen am selben Ort spielende Film von Vincent Maël Cardona verbinde Thriller-Elemente mit einigen Pointen und mixe sogar ein klein wenig Geschichtsunterricht hinzu. Le Roi Soleil sei leidlich unterhaltsam, auch wenn die Geschichte gegen Ende schwächele. Mit seinem Single-Location-Konzept erinnere der Film an The Bar, in dem die Gäste ebenfalls einen Weg suchen, die Bar zu verlassen.